# Stadtwerke Wasserburg am Inn
Die Stadtwerke Wasserburg sind das örtliche Versorgungsunternehmen für elektrische Energie und Wasser für die Stadt Wasserburg am Inn. Auch das Sport- und Freizeitzentrum BADRIA gehört zu den Stadtwerken. Eine Tochtergesellschaft der Stadtwerke Wasserburg, die Energienetze Wasserburg GmbH & Co. KG betreibt das örtliche Gasnetz in Kooperation mit den Energienetzen Bayern.

## Geschichte
Die Stadtwerke Wasserburg wurden 1948 als Eigenbetrieb gegründet. Früher war das Wasserwerk ein eigener Betrieb in der Stadt und ist auch einer der ältesten Betriebe in Wasserburg. Bereits im Jahr 1565 gibt es Belege über eine Wasserleitung bis zur Innbrücke. Weitere Anschlüsse für private Häuser konnten erst einige Jahrzehnte später realisiert werden. Die Anfänge der städtischen Wasserversorgung war auch davon gekennzeichnet, die öffentlichen Brunnen zu errichten und betreiben. Das Wasser für die Brunnen wurde auf der Altstadthalbinsel selbst gewonnen und war gebührenfrei für jedermann zugänglich. Handwerker und sonstige gewerbliche Betriebe mussten allerdings für die Wasserentnahme an den Brunnen Gebühren bezahlen. Gegen Ende des 16. Jahrhunderts wurde über die Innbrücke Leitungswasser für die örtlichen Wasserleitungen zugeführt, im Nachgang entstanden auch die ersten Hausanschlüsse für Wasser.
Im Jahr 1900 war der Beginn des elektrischen Verteilnetzes in Wasserburg. Ebenso wurde 1900 das erste Kraftwerk für Wasserburg gebaut. Es konzentrierte sich anfängliche auf die Altstadt und die südliche Vorstadt bei der Innbrücke. Durch die Übernahme des Netzes durch die Stadt Wasserburg wurde auch das Verteilnetz erweitert. Im Jahr 1921 fasste die Stadt den Beschluss, die Burgau mit elektrischer Energie zu erschließen. Im Jahr 1922 wurde dann die Burgau an das vorhandene Stromnetz angeschlossen. In den nachfolgenden Jahren und Jahrzehnten wuchs das Stromnetz in Wasserburg kontinuierlich weiter.
Am 3. Dezember 1977 ist das Sport- und Freizeitzentrum BADRIA in Betrieb gegangen und wurde am 1. Januar 1999 in die Stadtwerke integriert.

## Versorgungsbetriebe
Die Stadtwerke Wasserburg haben drei Versorgungsbetriebe für Strom, Wasser und das Freizeitzentrum BADRIA.

### Elektrizitätswerk
Das Elektrizitätswerk besteht aus Stromnetz, Stromvertrieb und Messstellenbetrieb. Der Netzbetrieb ist für den Unterhalt und Ausbau des Stromnetzes verantwortlich. Die Stadtwerke betreiben auch öffentliche Ladestationen für batteriegetriebene Elektroautos. Der Stromabsatz über das Verteilnetz betrug im Jahr 2020 ca. 52 GWh.

### Wasserwerk
Das Wasserwerk ist für das örtliche Wassernetz und die Wassergewinnung verantwortlich. Das Wasserwerk betreibt sechs artesische Brunnen und einen Pumpbrunnen. Im Jahr 2020 hatten alle Brunnen einen Gesamtschüttung von 2,06 Mio. m³. Das Wasser wird in vier Hochbehältern mit einem Fassungsvermögen von insgesamt 5.650 m³ zwischengespeichert und in das Verteilungsnetz der Stadtwerke gepumpt.

### Bade-, Sport- und Freizeitzentrum BADRIA
Im Sport- und Freizeitzentrum BADRIA gibt es ein Freibad (geöffnet in den Sommermonaten), ein Hallenbad, eine Sauna und eine Veranstaltungshalle. Direkt neben dem BADRIA gibt es einen Wohnmobilstellplatz.